# Geheime Feldpolizei (Wehrmacht)
Die Geheime Feldpolizei (GFP) gehörte in der Zeit des Nationalsozialismus innerhalb der Wehrmacht zu den Ordnungstruppen. Erste GFP-Gruppen wurden 1936 und 1938 aufgestellt. Das Aufgabengebiet der GFP umfasste neben der Überwachung der Truppen auch die Sicherung gegen äußere Feinde wie etwa Partisanen oder Saboteure. Zudem war sie auch für Spionageabwehr zuständig.

## Vorausgegangene Entwicklung
Sowohl während des Preußisch-Österreichischen Krieges 1866 als auch im Deutsch-Französischen Krieg 1870/71 gab es neben der Feldgendarmerie eine kurzzeitig tätige Gruppe der Geheimen Feldpolizei. Bereits 1866 erfolgten dazu entsprechende Enthüllungen über den tatsächlichen Charakter dieser Institution. Die dabei gesammelten Erfahrungen und angewandten Strukturen im kaiserlichen Heer bildeten die Grundlage zur Einrichtung einer solchen Polizeigruppe in Vorbereitungen des Ersten Weltkrieges 1914. Leiter war Polizeidirektor und Major der Reserve Maximilian Bauer. Sie hatten vor allem Spionage- und Sabotageaktivitäten im frontnahen Bereich und den besetzen Territorien nachrichtendienstlich zu verfolgen. Spätestens Mitte 1919 wurde diese Einheit, die in enger Kooperation mit der Abteilung III b des Großen Generalstabes und der Politischen Polizei Preußens tätig wurde, wieder aufgelöst. In der Weimarer Republik gab es keine Einheiten der Geheimen Feldpolizei. Aber der Leiter der ersten Abwehrorganisation nach dem Krieg, Oberst i. G. Friedrich Gempp, beschäftigte sich bis 1927 sehr intensiv mit der Rolle dieser geheimpolizeilichen Exekutive. Die dabei gewonnenen Erkenntnisse legte er ab 1928 in der Studie „Der geheime Nachrichtendienst und die Spionageabwehr des Heeres von 1866 bis 1918“, dem sogenannten „Gempp-Bericht“, dar. Erst im Sommer 1936 wurde der Abteilung Abwehr eine erste Einsatzgruppe von zehn Angehörigen aus der Abteilung III des Geheimen Staatspolizeiamtes zum Aufbau einer GFP-Gruppe für die Legion Condor zur Verfügung gestellt.

## Führung und Personal
Die Führung der GFP lag bis 1942 ausschließlich in den Händen der Abwehr beim Oberkommando der Wehrmacht (OKW), dem der jeweilige Kommandeur der GFP unterstellt war. Ab diesem Zeitpunkt wurden die einzelnen Einsatzgruppen regional dem Sicherheitsdienst des Reichsführers SS (SD) der NSDAP untergeordnet, wobei die fachliche Anleitung und der Informationsfluss bei der Abwehr verblieb. Im Februar 1944 wurden Teile der Abwehr vom Reichssicherheitshauptamt (RSHA) übernommen, die Führung der GFP verblieb aber beim OKW. Dafür wurde der Bereich Truppenabwehr zuständig.
Die operativen Einheiten der GFP waren Gruppen mit einer Sollstärke von 50 Mann, die vor dem Angriff auf die Sowjetunion auf 95 erhöht wurde. 1939 gab es beim Feldheer 15 Gruppen, 1942/1943 bereits 83, 1944 waren es noch 68.
Die Gruppen wurden durch Feldpolizeibeamte geführt, die ausschließlich aus der Sicherheitspolizei, also der Gestapo oder der Kriminalpolizei, später auch aus dem Sicherheitsdienst kamen und zur Wehrmacht abkommandiert waren. Sie führten die Dienstgrade der Sicherheitspolizei. Wehrmachtsangehörige, die in die GFP übernommen wurden, behielten ihren militärischen Dienstgrad. Ab Herbst 1942 waren alle Kräfte der Geheimen Feldpolizei regional dem Sicherheitsdienst der NSDAP unterstellt.
Auf dem Territorium der Sowjetunion verstärkte sich die GFP durch einheimische Hilfswillige, sowjetische Kriegsgefangene sowie andere Kollaborateure unterschiedlichster Gesinnung. 1943 gehörten zu jeder GFP-Gruppe etwa 25 Hilfswillige. Hier erhielten die GFP-Gruppen noch einer Ergänzung durch mobile Sondereinheiten, die ausschließlich die Aufgabe der Partisanenbekämpfung hatten.

## Auftrag und Einsatz
Zu den Aufgaben der Geheimen Feldpolizei gehörte gemäß der „Dienstvorschrift für die Geheime Feldpolizei“:
Die Erforschung und Bekämpfung aller volks- und staatsgefährdenden Bestrebungen, insbesondere Spionage, Landesverrat, Sabotage, feindliche Propaganda und Zersetzung im Operationsgebiet.
Dazu zählte zum Beispiel die Überwachung der Presse und des Nachrichtenverkehrs der Zivilbevölkerung oder auch Maßnahmen zur Unterbindung des feindlichen Aufklärungsdienstes oder die Überwachung der Zivilbevölkerung, Erkundung von Stimmung und Gesinnung, die Gewinnung von Vertrauensleuten und anderer geeigneter Quellen.
Das Einsatzgebiet der GFP war das Operationsgebiet des Feldheeres mit dem rückwärtigen Armeegebiet und den besetzten Gebieten, die unter dem Kommando eines Wehrmachtbefehlshabers oder anderen militärischen Befehlshabers stand. Im Gegensatz dazu wurden deren Aufgaben in den besetzten Gebieten wie dem Generalgouvernement, die dem Regime einer Zivilverwaltung unterstanden, oder im Heimatkriegsgebiet durch die Gestapo wahrgenommen.
Die GFP-Gruppen waren motorisiert und verfügten über leichte Infanteriewaffen.
Die GFP sollte die Moral der Truppe kontrollieren und innere Zersetzungstendenzen bekämpfen. Zu diesem Zweck sollte eine eigene Polizeitruppe mit Exekutivfunktionen aufgebaut werden, die sich innerhalb der Wehrmacht frei bewegen konnte, um so ihren Aufgaben nachkommen zu können.
Das Aufgabengebiet der GFP umfasste aber neben der Überwachung der Truppen auch die Sicherung gegen äußere Feinde wie etwa Partisanen oder Saboteure. Zudem war sie auch für die Abwehr gegnerischer Spionage zuständig. Ihre Angehörigen hatten Zugriff auf die Uniformen aller Waffengattungen und durften Zivilkleidung tragen, falls dies als notwendig angesehen wurde. Ihr Informationsaufkommen beschafften sie wie ein Geheimdienst mittels Agenten und konnten dabei auf Ausweise jeglicher Art zugreifen. Die GFP verfügte über Sprachmittler, die bei den Verhören übersetzten und mit der Bevölkerung der besetzten Gebiete in Kontakt treten konnten. Wie den Militärgerichten waren ihnen Exekutivbefugnisse übertragen worden, deren Anwendung jedoch nur diffus bestimmt war.
Im Spanischen Bürgerkrieg 1936 bis 1939 wurde im Rahmen der Legion Condor erstmals eine Einheit, bestehend aus 30 Mann, mit der Bezeichnung „S/88/Ic“ eingesetzt. Diese Einheit war Bestandteil der Abwehr beim Oberkommando des Heeres. Im Territorium arbeitete sie eng mit der Kriegsorganisation der Abwehr, den in Spanien tätigen Gestapogruppen, den militärischen Attaches und dem Geheimdienst der Franco-Truppen (Servicio Informacion Policia Militar) zusammen. Einer der Schwerpunkte der Arbeit in Spanien war die Verfolgung von Deutschen, die in den Internationalen Brigaden kämpften. Eine Vereinbarung mit Franco regelte die Übergabe gefangener deutscher Kämpfer an die GFP. Einige dieser gefangenen deutschen Kämpfer der Internationalen Brigaden wurden bereits in Spanien ermordet, die meisten wurden mit Einverständnis Spaniens ins Deutsche Reich verschleppt, um dort entweder vor den Volksgerichtshof gestellt oder sofort in ein KZ verbracht zu werden.
Während der Teilmobilmachung der Wehrmacht im Rahmen des Anschlusses Österreichs im März 1938 stellte der Wehrkreis VII (München) die GFP-Gruppe 570 auf.
Im Herbst 1938 bei der Annexion des Sudetenlandes und im Frühjahr 1939 bei der Annexion von Böhmen und Mähren wurde die Zusammenarbeit mit den Einsatzkommandos (später Einsatzgruppen) des Sicherheitsdienstes (SD) entwickelt und geprobt. Die GFP übte eine geheimpolizeiliche Funktion in der Wehrmacht aus, während die Einsatzkommandos vor allem Massenverhaftungen potentieller Gegner zur Ausschaltung jeden Widerstands vornahmen.
Schon vor 1939 war klar, dass die GFP in einem künftigen Krieg nicht mehr nur der Abwehr von Spionage und Sabotage im Operationsgebiet zum Gegenstand haben wird, sondern die Tätigkeit der Geheimen Staatspolizei, mit ihren Methoden, an der Seite der Wehrmacht und auf allen Gebieten fortsetzen wird. Seit 1938 wurde das bereits erprobt und die Führungskräfte dazu ausgebildet. Im Mittelpunkt standen die nationalsozialistische Rasse- und „Volk-ohne-Raum“ Ideologie. Folgerichtig rekrutierte sich die Geheime Feldpolizei von Anfang aus Personal der Gestapo und aus den politischen Abteilungen der Kriminalpolizei. Sie wurden für die Dauer des Krieges als Beamte zur Wehrmacht kommandiert, behielten aber die Dienstgrade der Polizei mit dem Zusatz „Feldpolizei“. Angehörige der Wehrmacht, die für den geheimpolizeilichen Einsatz durch besondere Kenntnisse oder Fähigkeiten geeignet erschienen, wurden zu Hilfs-Feldpolizei-Beamten ernannt, behielten jedoch ihren militärischen Dienstgrad. Auch nach Rückkehr zur Truppe waren sie zu absolutem Stillschweigen über alle Vorgänge bei der GFP verpflichtet.
In Ländern wie Norwegen oder Dänemark übte die GFP anfangs vor allem militärpolizeiliche Aufgaben aus, während sie in den Partisanenkämpfen in der Sowjetunion und auf dem Balkan (Geheime Feldpolizei Belgrad) gemeinsam mit Wehrmacht-, SS- und Polizeiverbänden häufig sogenannte „Vergeltungsmaßnahmen“ gegen die Partisanenbewegung und die Bevölkerung durchführte.
Ab dem Sommer 1943 wurde mit dem Rückzug der Wehrmacht, der Zerschlagung ihrer Truppenverbände und ihrem inneren Zerfall die Fahndung nach Fahnenflüchtigen zu einer der wichtigsten Tätigkeitsbereiche der GFP. Es wurden allein im Juli 1944 im Bereich der Heeresgruppe Mitte nicht weniger als 16.000 versprengte deutsche Soldaten überprüft, die sich während der chaotischen Rückzugsbewegungen im Zuge der sowjetischen Sommeroffensive (→ Operation Bagration) nach Westen abgesetzt hatten.

## Verbrechen
Trotz ihrer Beteiligung an Kriegsverbrechen wurde die GFP in den Nürnberger Prozessen nicht als verbrecherische Organisation eingestuft, da zu diesem Zeitpunkt nur sehr wenig Dokumente ihrer Tätigkeit verfügbar waren. Die zur Partisanenbekämpfung ab 1941 eingesetzten GFP-Sondertruppen praktizierten ab 1942, gemeinsam mit den SD-Einsatzgruppen, Massenexekutionen. So wurden bei der Sonderaktion „Unternehmen Kugelblitz“ Anfang 1943 allein 227 Partisanen und 406 unbeteiligte Zivilpersonen ermordet. Der Auftrag für die GFP-Gruppen beschränkte sich in den Kriegsjahren zunehmend seit 1941 nicht nur auf Informationsgewinnung und Vernehmungen. Im Nürnberger Prozess gegen das Oberkommando der Wehrmacht wurde ein dementsprechender Befehl des Generalstabs zitiert: „Zivilpersonen, die hinreichend der Spionage, Sabotage oder des Partisanentums verdächtig sind, sind nach Vernehmung durch die GFP zu erschießen. […] Knaben und junge Mädchen, die vom Gegner mit Vorliebe angesetzt werden, sind nicht auszuschließen.“ Wenn die „Partisanenverdächtigen“ nicht sofort nach den Verhören von der GFP selbst liquidiert wurden, wurden sie häufig zur „Weiterbehandlung“ an die Einsatzkommandos des SD weitergegeben. Außerdem unterhielt jeder der GFP-Einsatzgruppen eigene Gefängnisse im jeweiligen Standort.
Die GFP wandte bei der Vernehmung Verdächtiger brutale Methoden, wie sie es aus ihrer Praxis bei der Gestapo gewohnt waren, wie Einsatz von Folterwerkzeugen, Koppeln, Gummischläuchen oder Peitschen an, um Geständnisse zu erzwingen. Exekutionen wurden anfangs beim Ic-Offizier des zuständigen Armeeoberkommandos der Wehrmacht beantragt und unmittelbar durch Genickschuss oder Schuss in den Rücken vollzogen.
Das Ausmaß der Verbrechen der Geheimen Feldpolizei auf sowjetischem Territorium ist an einzelnen Standorten inzwischen durch die Öffnung sowjetischer Archive, statistisch ausgewertet. Ermittlungsverfahren und Gerichtsprozesse bestätigten seit den 1970er Jahren immer mehr das Ausmaß der begangenen Kriegsverbrechen. So führte die GFP-Gruppe 723 von 1941 bis 1943 bei 10.462 Festgenommenen, 3.100 Exekutionen durch. Am 10. April 1943 gab der Heeresfeldpolizeichef einen Überblick heraus, in dem er feststellte, dass wegen (nach ihrem Vokabular) „Bandenbetätigung und -begünstigung, Spionage und Sabotage […] von der GFP in der Zeit vom 1. Juli 1942 bis zum 31. März 1943 rund 21.000 Personen, teils im Kampf und teils nach Vernehmung, erschossen worden [sind].“ Unter den Exekutierten befanden sich zu einem hohen Prozentsatz, vor allem in Bulgarien, Jugoslawien, Rumänien, der Sowjetunion und Ungarn, aus „rassischen Gründen“ Verfolgte. Das betraf wegen ihrer Herkunft Juden, Zigeuner, genauso auch Slawen und weitere nichtdeutsche Minderheiten.
Einbezogen waren die Einheiten der GFP nach 1942 auch in Aktionen des Kunstraubs, der gezielten Liquidation von Offizieren der Roten Armee entsprechend des sogenannten Kommissarbefehls und in „Vergeltungsaktionen“. Ab 1943 wurden mehrere GFP-Gruppen direkt in den Sicherheitsdienst der NSDAP überführt und das Ausmaß ihrer Verbrechen unter der Legitimation einer vorgespiegelten Militärgerichtsbarkeit nahm nun auch in den besetzten Territorien außerhalb der Sowjetunion immer extremere Formen an. Unmittelbar nach dem im Sommer 1944 missglückten Attentat auf Adolf Hitler wurden GFP-Angehörige mit der Überprüfung und Überwachung verdächtiger Offiziere, sie als Mitwisser des Widerstands zu enttarnen, beauftragt. Das war der Beginn einer neuen Phase im Tätigkeitsprofil der GFP und führte zur Überwachung des politisch-moralischen Zustandes der Truppe durch Spitzel. In einer Weisung des Heeresfeldpolizeichefs vom 14. Oktober 1944 wurde deshalb nachdrücklich das „Eindringen in die Truppe“ durch getarnte GFP-Angehörige befohlen. Dabei festgestellte „Verdächtige“ wurde in extra eingerichteten Lagern interniert und dort durch GFP-Vernehmer zur Sache befragt.
Seit Ende 1944 war es eigentlich nur noch der subjektiven Wahrnehmung des jeweiligen GFP-Gruppenleiter überlassen, ohne Prüfung von Tatbestandsmerkmalen, ohne Anhörung der ihnen ins Fahndungsnetz geratenen „Verdächtigen“, noch durch Hinzuziehung von Berechtigten der Militärgerichtsbarkeit, Liquidationen am Ort der Festnahme vorzunehmen. Das betraf vor allem Männer im wehrfähigen Alter, unabhängig von ihrer nationalen Herkunft. Urteilsvollstreckungen erfolgten fast ausschließlich in Form eines von GFP-Angehörigen vollzogenen Standgerichtes.
Der Leiter der GFP-Gruppe 570, Feldpolizeikommissar Heinz Riedel, ließ Ende April 1944 einen Lastkraftwagen zu einem Vergasungswagen umbauen. Durch eine besondere Konstruktion wurden die Auspuffgase des Motors in das Innere des abgeschlossenen Kastenaufbaus geleitet. Der Wagen fuhr zwei bis drei Kilometer durch die Umgebung Mogilews; die an den Auspuffgasen Erstickten wurden in Gruben verscharrt.
Das Verwaltungsgericht Berlin hat 2012 entschieden, dass eine hauptamtliche und auch nicht völlig untergeordnete Tätigkeit für die Geheime Feldpolizei regelmäßig eine tatsächliche Vermutung (Indizwirkung) dafür begründet, dass durch diese Tätigkeit dem nationalsozialistischen Unrechtssystem im Sinne des § 1 Abs. 4 AusglLeistG erheblich Vorschub geleistet worden ist.

## Leiter der Geheimen Feldpolizei
- Herbert Fischer (1904–1945), Feldpolizeidirektor, Leiter der „Kampfgruppe 88“, in Spanien 1936 bis 1938
- Karl Söchting (1903–1947), Feldpolizeidirektor und Leiter der Geheimen Feldpolizeigruppe 570, während der deutschen Okkupation Österreichs, des Sudetengebietes und der Tschechoslowakei von Anfang 1938 bis Sommer 1939

- Wilhelm Krichbaum (1896–1957), SS-Oberführer und Oberst der Polizei, Feldpolizeichef während des Zweiten Weltkrieges von 1940–1945